# Marta Paulin Schmidt - Brina
Marta Paulin-Brina, poročena Schmidt, slovenska plesna umetnica, koreografinja in plesna učiteljica, * 5. avgust 1911, Ljubljana, † 30. december 2002, Ljubljana.
Marta Paulin velja za prvo med plesalkami sodobnega umetniškega plesa na Slovenskem pred drugo svetovno vojno. Rodila se je v proletarskem okolju. Oče je padel med vojno, tako da je živela sama z materjo, šiviljo.
Končala je srednjo trgovsko šolo in se zaposlila na radiu kot uradnica. Kot ena prvih učenk je obiskovala šolo sodobnega umetniškega plesa pod vodstvom Mete Vidmar. Po končanem usposabljanju je stopila na samostojno umetniško pot in 9. decembra 1940 v ljubljanski Operi z uspehom predstavila koreografsko plesni večer z naslovom Otrokov dan.
Med vojno se je priključila NOB, kjer je dobila partizansko ime Brina. Marca 1943 je bila tri tedne zaprta v šentpetrskih zaporih, konec avgusta 1943 pa odšla v partizane in se priključila kulturniški skupini XIV. divizije, ki jo je vodil takrat 21-letni Karel Destovnik-Kajuh. V snežniških gozdovih (Mašun) je s pisalnim strojem v naročju pretipkavala njegove pesmi. Kasneje je postala članica slovenskega narodnega gledališča na osvobojenem ozemlju. Po vojni ni več mogla plesati, ker so ji na pohodu XIV. divizije na Štajersko pozimi zmrznili prsti na nogah. Posledično se je usmerila v koreografijo in pedagoško delo.
Poročila se je z Vladom Schmidtom, profesorjem na Oddelku za pedagogiko Filozofske fakultete in se zaposlila na Ministrstvu za prosveto in ministrstvu za znanost in kulturo Socialistične republike Slovenije. Od leta 1950 do upokojitve je delovala kot profesorica gibalno-ritmične vzgoje na Srednji vzgojiteljski šoli v Ljubljani. Z gojenkami so se s šolskimi in izven šolskimi nastopi predstavile na najrazličnejših odrih, vabili so jih na šolske in druge slovesnosti. Pripravila je tudi osnovno literaturo in razvila metodiko za svoj predmet, kar je bil precejšen izziv, saj predmet še ni obstajal. Leta 1966 je skupaj z ilustratorko Lidijo Osterc in glasbenico Miro Voglar pripravila priročnik Čirule čarule za glasbeno-plesno vzgojo predšolskih otrok, kasneje pa še dva.
Udejstvovala pa se ni le na pedagoškem področju. Za televizijo je denimo pripravila koreografijo za več balad in pripravila tudi več plesnih recitalov ob slovesnostih.
Za svoje delo je leta 1975 prejela Žagarjevo nagrado.